# أبو قيس بن الحارث بن قيس
أبو قيس بن الحارث بن قيس (المتوفي سنة 12 هـ) صحابي من بني سهم من قريش، كان من السابقين إلى الإسلام. هاجر إلى الحبشة الهجرة الثانية مع إخوته، ثم عاد وهاجر إلى يثرب، وشهد مع النبي محمد غزوة أحد، وما بعدها من المشاهد، ثم شارك في حروب الردة، وقُتل في معركة اليمامة.